# فرانسوا فينسنتيلي
فرانسوا فينسينتيللي (بالإنجليزية: François Vincentelli)‏ هو ممثل بلجيكي من أصل كورسيكي ولد في 4 يناير 1971 بــ إقليم بروكسل العاصمة، بلجيكا. 

## روابط خارجية
- فرانسوا فينسنتيلي على موقع IMDb (الإنجليزية)
- فرانسوا فينسنتيلي على موقع ألو سيني (الفرنسية)
- فرانسوا فينسنتيلي على موقع أول موفي (الإنجليزية)
- فرانسوا فينسنتيلي على موقع قاعدة بيانات الأفلام السويدية (السويدية)
- فرانسوا فينسنتيلي على موقع قاعدة بيانات الفيلم (الإنجليزية)
- فرانسوا فينسنتيلي على موقع كينوبويسك (الروسية)